# The Good Guy
The Good Guy es una película estadounidense de 2009, del género comedia romántica, dirigida por Julio DePietro protagonizada por Alexis Bledel, Scott Porter y Bryan Greenberg.

## Elenco
- Alexis Bledel como Beth Vest.[2]
- Scott Porter como Tommy Fielding.[3]
- Bryan Greenberg como  Daniel Seaver.[4]
- Anna Chlumsky como Lisa.
- Andrew McCarthy como Cash.
- Aaron Yoo como Steve-O.
- Andrew Stewart-Jones como Shakespeare.
- Eric Thal como Stephens.
- Kate Nauta como Cynthia.
- Colin Egglesfield como Baker.
- Adam LeFevre como Billy.
- Jackie Stewart como Sofia.
- Monica Steuer como Florista.

|                |               |                  |
| Alexis Bledel. | Scott Porter. | Bryan Greenberg. |